# Szlak Powstańców Śląskich

Szlak Powstańców Śląskich – niebieski znakowany szlak turystyczny w województwie śląskim i województwie opolskim.

## Informacje ogólne
Szlak prowadzi przez miejscowości, w których walczyli powstańcy śląscy w latach 1919-1921. Projekt szlaku opracował ks. Jerzy Pawlik w latach 1968-1971 z okazji 50. rocznicy III powstania śląskiego.
Dokładny przebieg szlaku można obejrzeć na tej mapie LINK.

## Przebieg szlaku
- Bytom
- Piekary Śląskie
- Radzionków
- Tarnowskie Góry
- Wilkowice
- Zbrosławice
- Kamieniec
- Boniowice
- Karchowice
- Jaśkowice
- Łubie
- Pniów
- Pisarzowice
- Toszek
- Płużniczka
- Dąbrówka
- Centawa
- Jemielnica
- Strzelce Opolskie
- Góra Świętej Anny
- Kędzierzyn-Koźle
- Kotlarnia
- Łącza
- Sierakowice
- Rachowice
- Kozłów
- Gliwice